# Santa Rita (Brazylia)
Santa Rita – miasto w Brazylii, w stanie Paraíba, położone na wschodzie kraju ok. 20 km od Atlantyku nad rzeką Paraíba. 

## Opis
Miejscowość została założona w 1890 r. Obecnie miasto wchodzi w skład obszaru metropolitalnego João Pessoa. Przez miasto przebiega droga krajowa transamazońska BR-230, BR-101 i linia kolejowa. 

## Gospodarka
W mieście rozwinął się przemysł bawełniany oraz obuwniczy.

## Atrakcje turystyczne
- Antenor Navarro Square - Park miejski[2].